# Via Miranese
La strada Miranese, classificata dalla Città metropolitana di Venezia come strada provinciale 32 Miranese nel tratto di propria competenza, nonché denominata Via Miranese nel tratto situato nel territorio comunale di Venezia, è la strada che collega Mestre a Padova, passando per Mirano, tramite la sua confluenza (che avviene senza soluzione di continuità) nella strada regionale 515 Noalese, in località Santa Maria di Sala, circa 17,5 chilometri a ovest di Mestre.
In passato, era anche conosciuta a Mestre come strada Padovana. La denominazione di strada Miranese è dovuta principalmente al fatto che la cittadina tradizionalmente più importante che si trova lungo il suo percorso è Mirano, che dista 11 chilometri da Mestre e 22 da Padova.

## Percorso

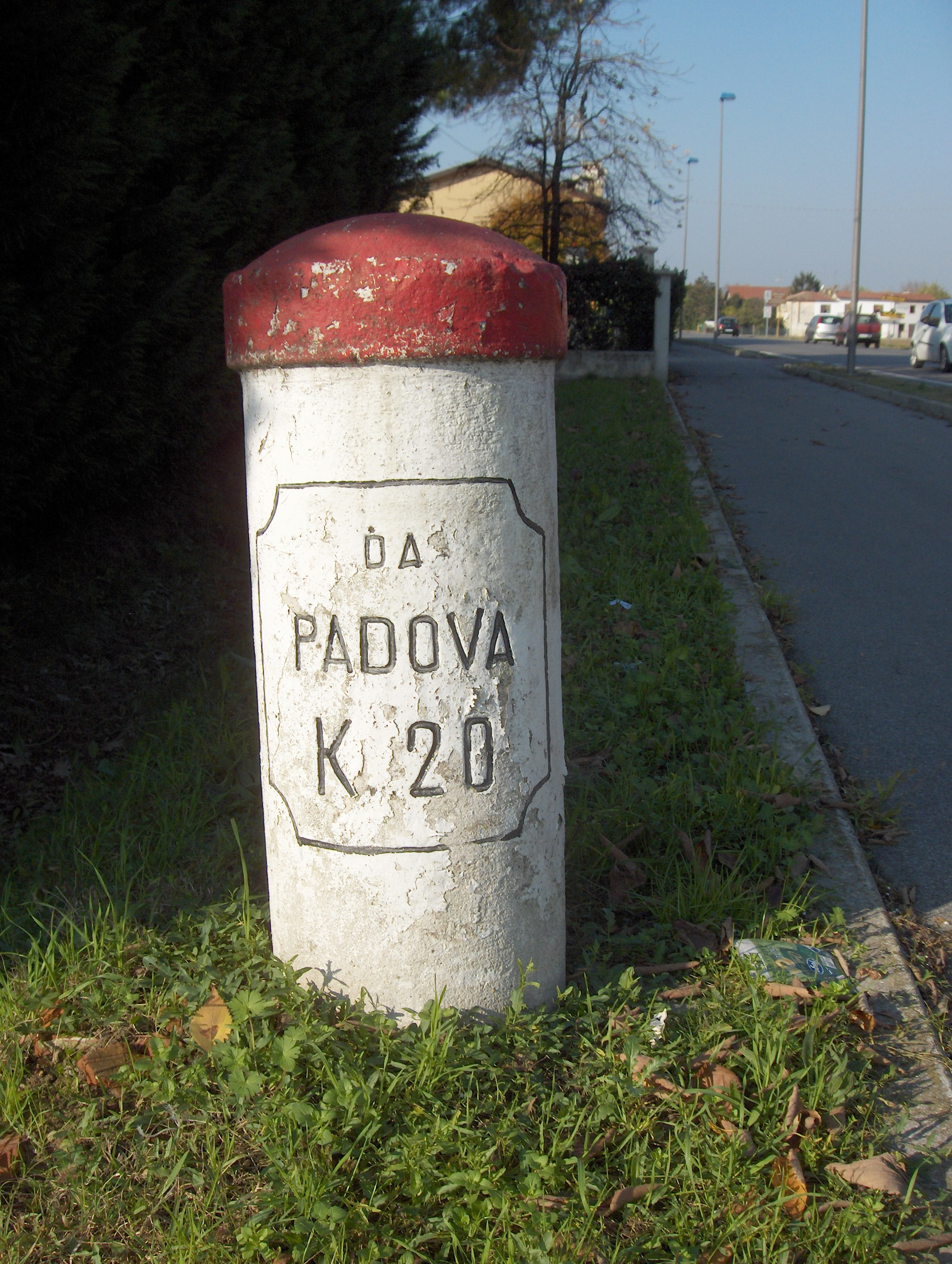
Cippo miliare tra Mirano e S. Maria di Sala.

La Miranese comincia nel centro storico di Mestre dal quadrivio costituito anche dalle vie Piave, Carducci e Circonvallazione. Si dirige verso ovest e, dopo circa un chilometro, transita sotto la Tangenziale di Mestre - Autostrada A57 (Italia), di cui la Miranese costituisce una delle uscite (e ingressi) principali e a cui è collegata da appositi svincoli. Quindi raggiunge e attraversa Chirignago. Questo primo tratto è di competenza del Comune di Venezia e mantiene anche a livello locale (nello stradario comunale) la denominazione di via Miranese.
La strada entra quindi nel territorio di Spinea. Proprio in questo punto, fino all'anno 2008, iniziava la competenza della Provincia di Venezia, mentre oggi la proprietà della strada è passata al comune spinetense. A Spinea la Miranese assume la denominazione locale di via Roma, nome con il quale attraversa il capoluogo comunale e la sua località di Orgnano. Quindi si dirige verso Mirano.
Poco prima del confine comunale con Mirano, presso la grande rotatoria della località Fossa, la strada inizia ad essere di competenza della Città metropolitana di Venezia come SP 32. Al di sotto della rotatoria della Fossa, transita in trincea (con orientamento grossomodo perpendicolare rispetto alla strada Miranese), il Passante di Mestre. La strada prosegue quindi verso il centro di Mirano, in direzione sud-ovest, assumendo poco dopo la denominazione locale di via della Vittoria e tornando ad essere di competenza comunale.
Dopo aver attraversato il centro cittadino di Mirano, la strada assume la denominazione locale di via Cavin di Sala, ritornando ad essere di competenza della Città metropolitana di Venezia (sempre come SP 32). Conserva la denominazione di via Cavin di Sala anche nel successivo comune di Santa Maria di Sala, rimanendo di competenza provinciale.
Dopo aver superato il centro di Santa Maria di Sala, la strada confluisce, senza soluzione di continuità, nella strada regionale 515 Noalese, con successiva prosecuzione fino a Padova. Per la precisione, entrambe le arterie (via Cavin di Sala e inizio di via Noalese fino alla grande curva a gomito che sposta il tracciato della strada di 90 gradi verso sud-ovest), formano un continuum che va a costituire un tracciato rettilineo, resto di un decumano della centuriazione patavina.
Complessivamente, dal centro di Mestre fino al centro di Santa Maria di Sala, la strada Miranese è lunga 17,5 chilometri, alternando tratti di pertinenza provinciale ad altri tratti di proprietà dei comuni attraversati. Successivamente, proseguendo come strada regionale 515 Noalese, il tradizionale percorso comprende altri 17,5 chilometri per arrivare fino a Padova, località Stanga.
Le città e i paesi che si trovano lungo lo storico percorso della Miranese sono, da est a ovest: Mestre, Chirignago, Spinea, Mirano, Santa Maria di Sala, per un totale, come già specificato, di 17,5 chilometri.
Dopo l'innesto nella strada regionale 515 Noalese, si susseguono i seguenti paesi: Caselle de' Ruffi, Mellaredo, Vigonza, Ponte di Brenta, Padova, per un totale di altri 17,5 chilometri.
Malgrado non sia più considerata, come un tempo, la principale strada di collegamento fra Mestre e Padova (oggi si può percorrere anche l'Autostrada A4 (Italia) oppure la strada regionale 11 Padana Superiore, che attraversa la Riviera del Brenta), la Miranese consente ancora un collegamento efficace e abbastanza rapido fra i centri delle due città, valutabile, in condizioni di traffico favorevole, in circa tre quarti d'ora.
Soprattutto nel tratto compreso fra Mirano e Padova, infatti, il tracciato perfettamente rettilineo, l'ampiezza del sedime stradale e la quasi totale assenza di impianti semaforici permettono una notevole scorrevolezza e rapidità di movimento.
Anche da un punto di vista chilometrico la direttrice Miranese-Noalese consente un collegamento Mestre-Padova (e viceversa) più breve rispetto al percorso che utilizza la Riviera del Brenta tramite la SR 11: circa 35 chilometri contro quasi 45.
Dal 1912 al 1937, il tratto da Mestre a Mirano era percorso da una tranvia (Rete tranviaria di Mestre (1891-1938)), la quale richiese la costruzione di ben 3 cavalcaferrovie lungo il percorso; due di essi sono tuttora esistenti (a Spinea, località Graspo d'Uva e a Mestre, località Giustizia). Mentre, quello in località Valsugana, presso il confine fra Chirignago e Mestre, fu smantellato assieme alla tranvia e sostituito da passaggio a livello (oggi abolito). Dal 1937 al 1966 una linea filoviaria prese il posto della tranvia (Rete filoviaria di Venezia Mestre).

### Collegamento diretto con Venezia
Dai primi anni Duemila, cioè da quando è stato realizzato il nuovo raccordo est e ovest della bretella Carbonifera con la Tangenziale di Mestre, la Strada statale 11 proveniente da Venezia (Ponte e via della Libertà) è direttamente collegata con la Miranese (precisamente con lo svincolo di uscita Via Miranese della Tangenziale) e viceversa. Pertanto, chi dalla città d'acqua debba imboccare la strada provinciale per Mirano (e quindi per Padova), può farlo direttamente grazie a questo recente allacciamento.
La stessa cosa, inversamente, per chi, provenendo dalla Miranese, debba imboccare in modo diretto e immediato la strada statale per Venezia centro storico evitando di attraversare la città di Mestre.

## Arte e storia

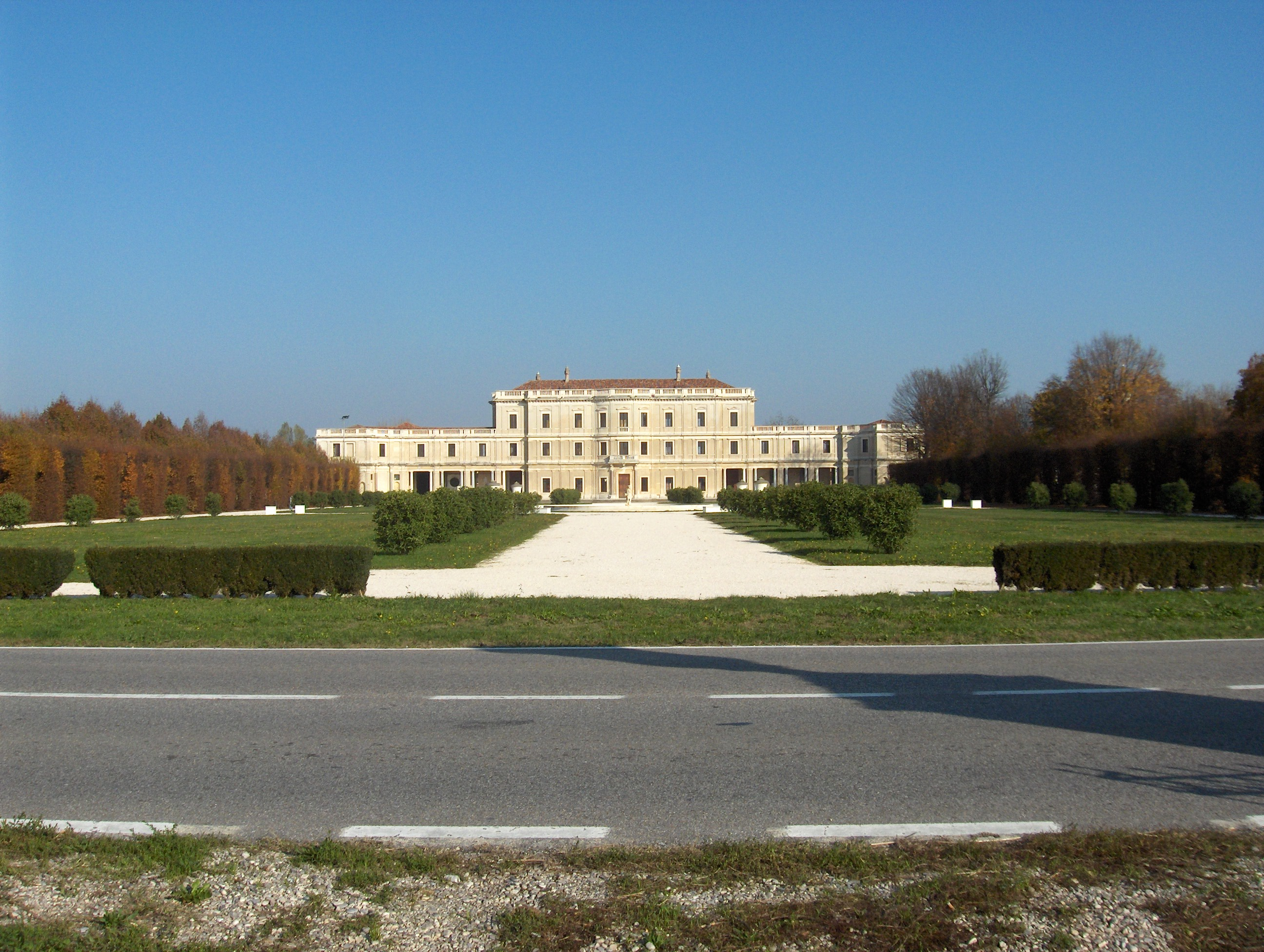
Villa Farsetti a Santa Maria di Sala.

Oltre ai paesi principali, altre piccole ma storiche località caratterizzano la direttrice Miranese-Noalese, da Mestre a Padova.
Appena dopo il centro di Spinea, in direzione Mirano, troviamo l'antico borgo di Orgnano, che vanta una preziosa chiesa medievale con lacerti d'affresco di scuola romanico-bizantina molto interessanti: si tratta dell'oratorio di San Leonardo di Noblac, risalente al XII secolo e antica cappella palatina del castello degli Orgnano, già feudatari del posto.
Nel punto esatto di confine fra i comuni di Spinea e Mirano si trova la località Fossa, che deve il suo nome alla vicina fossa Padovana, modesto corso d'acqua che, fino al 1853, divideva la Provincia di Venezia (Lombardo-Veneto) dalla Provincia di Padova. In quell'anno il confine tra le due provincie fu spostato una dozzina di chilometri più a ovest, fra Mellaredo e Vigonza, dove tuttora si trova.
Nel tratto della SR 515, tra Santa Maria di Sala e la frazione di Caselle, troviamo la località Tabina, con l'omonima antica locanda (un tempo anche stazione di posta) che si dice abbia ospitato Napoleone Bonaparte di passaggio da quelle parti.
Quindi, a metà strada fra Caselle e Mellaredo (quest'ultima, frazione di Pianiga), troviamo il grande quadrivio della Madonna Mora (ora costituito da una rotatoria), con una suggestiva chiesetta ottocentesca dove si venera una delle tre Madonne More del circondario, insieme a quella onorata nel Santuario di Borbiago e all'antica cappella a lei dedicata nella Basilica del Santo a Padova.
Sulla facciata della chiesetta della Madonna Mora compaiono ancor oggi le vecchie indicazioni stradali incise su pietra d'Istria che indicano le direzioni di Mirano e Padova.
Infine, la località Busa, presso l'argine sinistro del fiume Brenta, al confine fra i comuni di Vigonza e Padova.
Come per altre importanti direttrici che si irradiano dalla città di Mestre (in particolare Terraglio e strada regionale 245 Castellana), anche la strada Miranese è costellata da numerosissime ville costruite dal patriziato veneto all'epoca della Serenissima. La più famosa è senza dubbio la monumentale Villa Farsetti, una vera piccola reggia fatta costruire nel XVIII secolo sul modello di Versailles dal patrizio veneziano, e famoso mecenate, Filippo Farsetti nel centro storico di Santa Maria di Sala, appena prima della confluenza della provinciale nella regionale 515. 
Lungo il percorso della Miranese, fra Mestre e Santa Maria di Sala, sono ancora collocati, sul ciglio sud della strada, numerosi cippi miliari in pietra che segnalano la  distanza in chilometri da Padova. Purtroppo, sono quasi tutti in uno stato di grave deterioramento e meriterebbero un accurato restauro.